# Чечилия Вениер
Чечилия Вениер (на италиански: Cecilia Venier; † 1543) е господарка на гръцкия остров Парос, подвластен на Венецианската република в периода 1531 – 1537 г. Тя е последната господарка на острова преди завладяването му от Османската империя през 1537 г.

## Произход
Тя е дъщеря на Дзуан Франческо Вениер, съгосподар на остров Китира, и на неговата съпруга Фиоренца Сомарипа. Тя е сестра на Николо Вениер, господар на остров Парос до 1530 г., и на Моизе Вениер, баща на дожа на Венеция Себастиано Вениер.

## Биография
След смъртта на брат ѝ Николо през 1531 г. Чечилия претендира за правата над остров Парос срещу другите двама претенденти Крузино III Сомарипа и Джовани IV Криспо. Докато спорът е разрешен, Венеция управлява острова. Води се съдебен спор, който е отсъден в нейна полза от сената на Венеция. Правата ѝ над острова са признати през 1535 г. и тя управлява съвместно със съпруга си Бернадо Сагредо.
През 1537 г. османският адмирал Хайредин Барбароса напада острова. Чечилия и съпругът ѝ изоставят крепостта в Агуса и са обсадени в замъка Кефалос. Съпругът ѝ поема командването и устоява на османската обсада в продължение на няколко дни, но в крайна сметка е принуден да се предаде, тъй като свършва барутът. Парос става владение на османците, на Чечилия е позволено да потърси убежище във Венеция, докато съпругът й е пленен, но вероятно впоследствие е освободен срещу откуп. Османското завладяване на Парос е съпроводено със зверства, старците са избити, младите мъже са взети като роби на галерите, а младите жени са отведени в харемите.
Чечилия умира шест години по-късно, през 1543 г.